# Warluis
Warluis är en kommun i departementet Oise i regionen Hauts-de-France i norra Frankrike. Kommunen ligger i kantonen Noailles som tillhör arrondissementet Beauvais. År 2022 hade Warluis 1 220 invånare.

## Befolkningsutveckling
Antalet invånare i kommunen Warluis
| Referens: INSEE |